# Cap-Klasse (1990)
Die Hamburg-Süd-Containerschiffe der Cap-Klasse wurden 1990/91 bei den Flender-Werken für den Südamerika-Dienst gebaut. Sie waren die letzten Schiffe der Hamburg Süd, die mit der Technologie der Porthole-Kühlcontainer ausgestattet wurden.

## Bau bei den Lübecker Flender-Werken

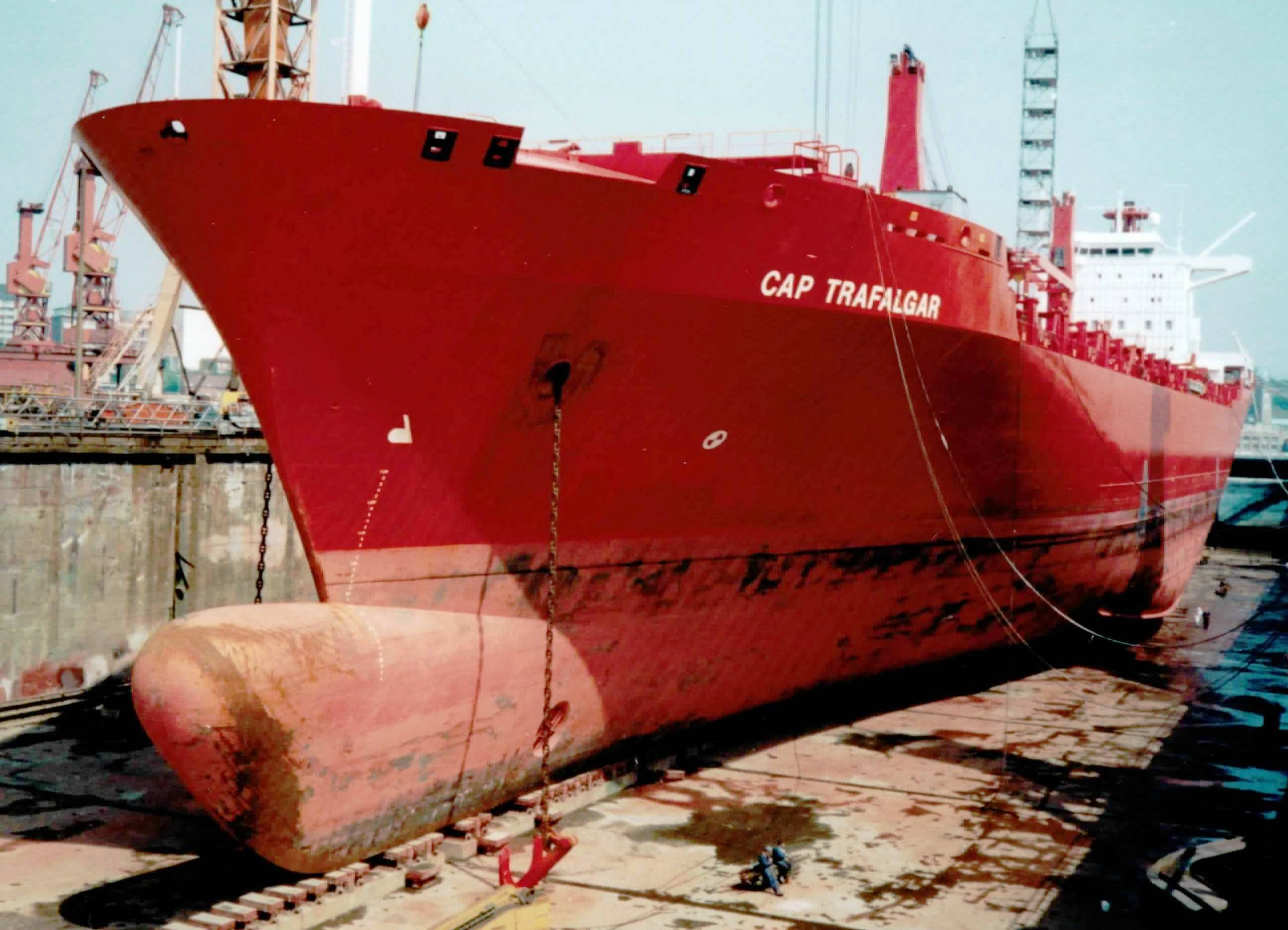
Die Cap Trafalgar im Trockendock

Die Vollcontainerschiffe mit hoher Kühlcontainerkapazität werden auch als Kühlcontainerschiffe bezeichnet. Sie wurden auf der Basis des Typs Flender 2000 entwickelt und sind bei einer Länge von 200 m, Breite von 32,2 m, Tiefgang von 12 m und einer Seitenhöhe von 18,8 m mit rund 30.000 BRT vermessen. Die Schiffe haben eine Tragfähigkeit von 33.200 tdw und Container-Stellplätze für 2.000 TEU bzw. 1.855 TEU bei einem Gewicht von 14 t/TEU. Die Zahl der Kühlcontaineranschlüsse betrug 650 TEU. Es waren überwiegend Stellplätze für Porthole-Kühlcontainer unter Deck, die an schiffsfeste Kühlstäbe angeschlossen wurden. Die fünf Laderäume werden mit 26 Lukendeckel verschlossen und werden bis auf die Luken 1 und 2 von den beiden ASEA-Hägglunds-Kränen erreicht.

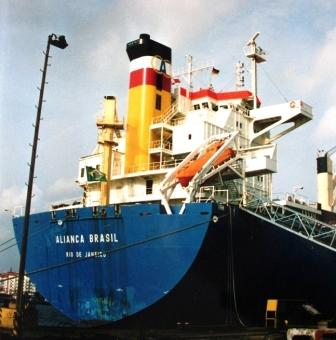
Die Alianca Brasil im Schwimmdock

Die Schiffe wurden vom Germanischen Lloyd klassifiziert und haben Eisklasse. Beim Bau wurde eine Vielzahl an Punkten des Programms Schiff der Zukunft umgesetzt, darunter die Optimierung der hydrodynamischen Form des Unter- und Überwasserschiffs und des Propellers, die Form und Funktion des Deckshauses, verschiedene Neuerungen im Decks- und Maschinenbetrieb oder die Ausrüstung mit einem Freifallrettungsboot.

## Nachbauten in Brasilien
Diese Klasse wurde aus drei (Cap Trafalgar, Cap Polonio und Cap Finisterre) bzw. fünf Schiffen gebildet, denn bei der brasilianischen Werft Companhia Comercio e Navegacao Estaleiro Maua in Niterói entstanden als Nachbauten 1994 und 1995 zwei identische Schiffe (Alianca Brasil, Alianca Europa). Die Cap Finisterre erhielt ein zusätzliches Aufbaudeck und dient als Ausbildungsschiff. Der Hauptmotor war ein langsamlaufender Sulzer-Dieselmotor vom Typ 6RTA 76, gebaut von H. Cegielski – Poznań. Er leistete 16.200 kW, trieb einen Verstellpropeller an und verlieh dem Schiff eine Geschwindigkeit von 18,5 kn. Außerdem wurde ein Wellengenerator über ein Getriebe vom Hauptmotor angetrieben. Die Schiffe wurden für den automatischen Schiffsmaschinen-Betrieb ausgestattet, daher wurde der Maschinenraum nachts unbesetzt gefahren.
Die Cap-Schiffe wurden mit einer Besatzung von 18 bis 21 Personen gefahren, darunter waren meistens zwei bis vier Auszubildende oder Praktikanten. Auf der Cap Finisterre als Ausbildungsschiff waren mehr Personen an Bord.

## Monte-Klasse ersetzt dieCap-Klasse

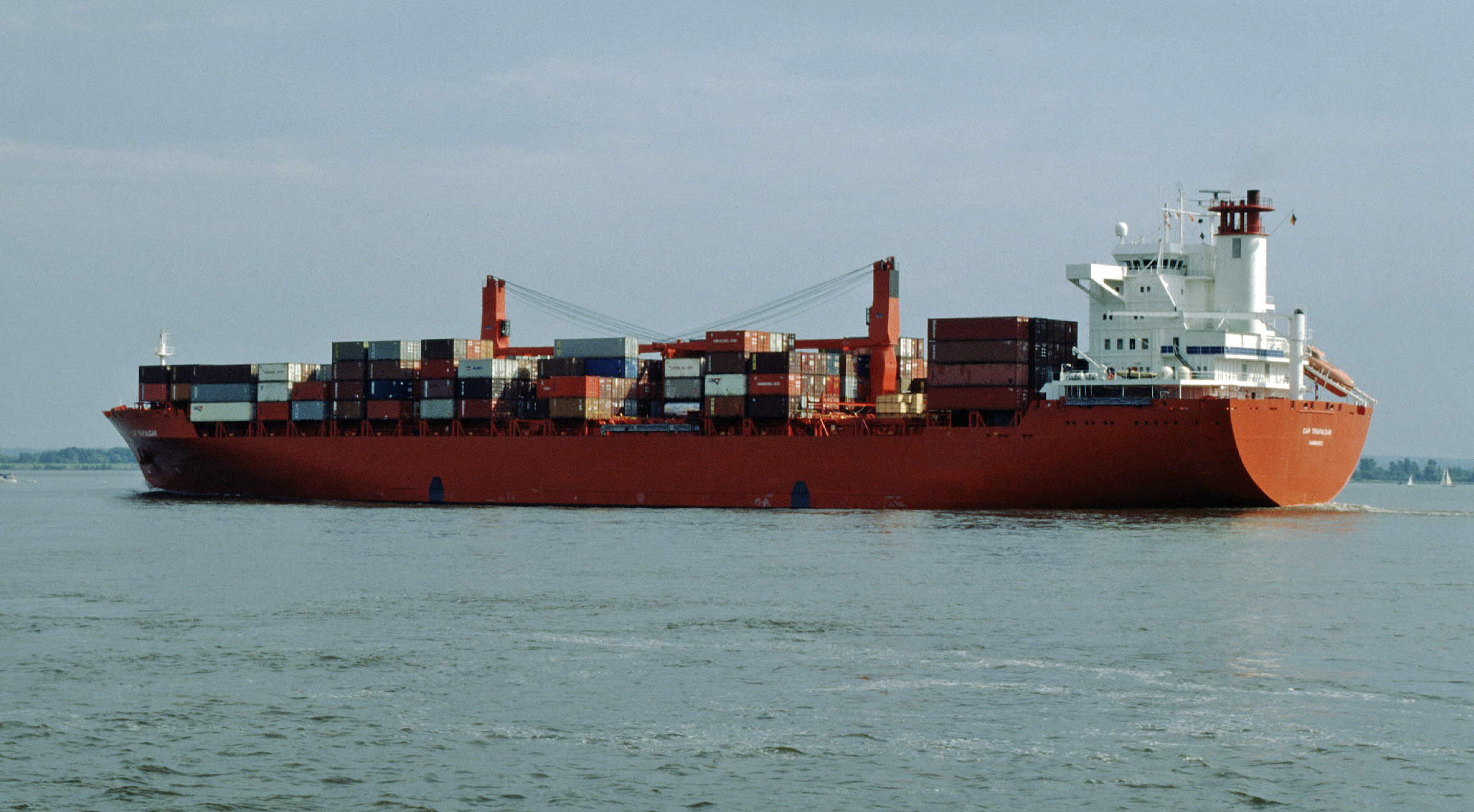
Die Cap Trafalgar 1992 vor Hamburg

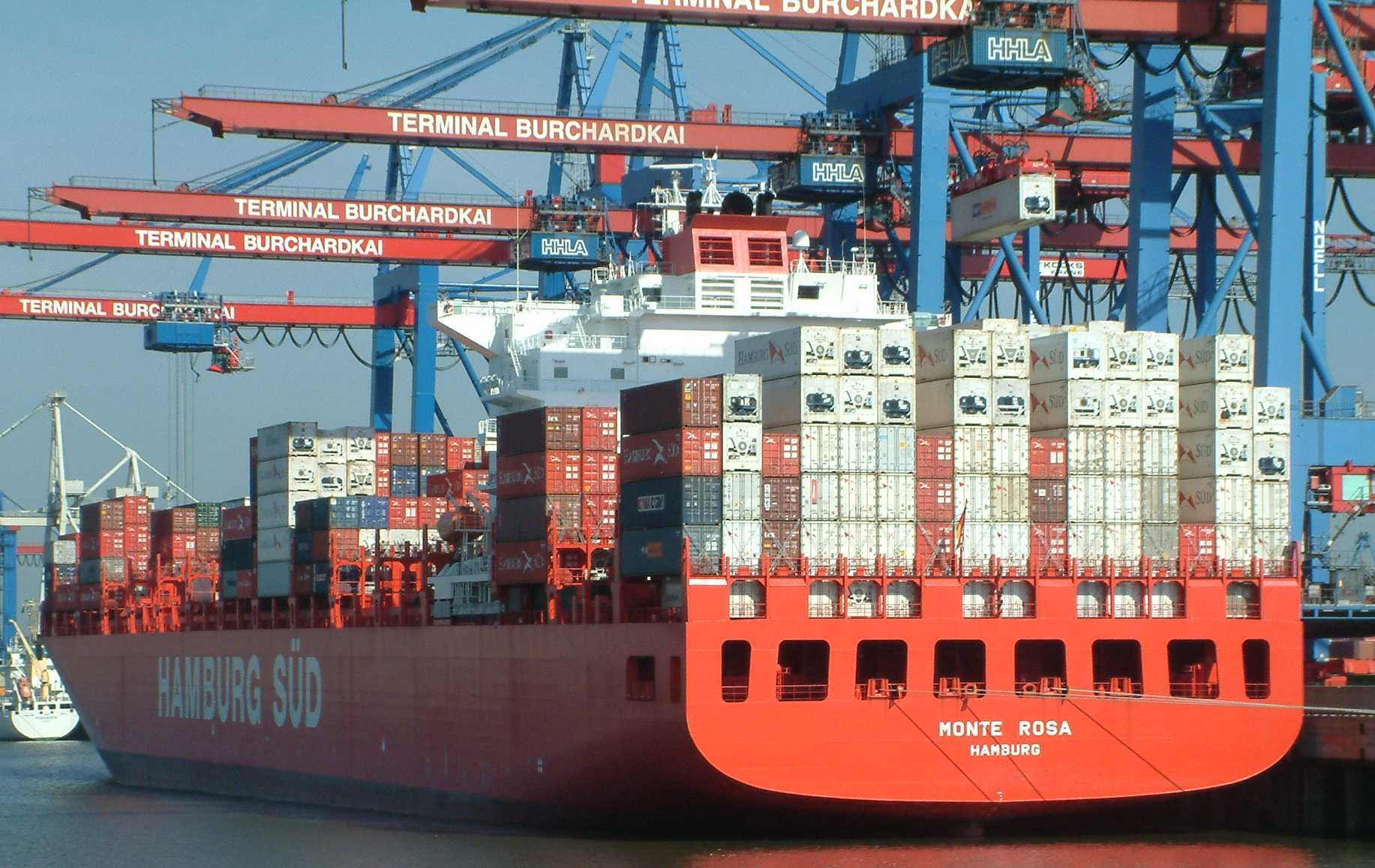
Die Monte-Klasse hat die Cap-Klasse abgelöst

Die Schiffe benötigten für einen Rundreise etwa sieben Wochen, sie wurden ab 2004 von den deutlich größeren 5.000-TEU-Containerschiffen der Monte-Klasse ersetzt. Diese haben im Gegensatz zu den Cap-Schiffen jedoch keine Stellplätze für Porthole-Container, sondern nur noch Stellplätze für Integral-Kühlcontainer. Das Typschiff der Klasse wurde im März 2010 verschrottet.

## Die Schiffe
| Cap-Klasse      | Cap-Klasse | Cap-Klasse | Cap-Klasse                        | Cap-Klasse                                                        |
| Name            | Baunummer  | IMO-Nummer | Kiellegung Stapellauf Ablieferung | Umbenennungen und Verbleib                                        |
| --------------- | ---------- | ---------- | --------------------------------- | ----------------------------------------------------------------- |
| Cap Trafalgar   |            | 8710950    | - 1990                            | CGM Pasteur → CMA CGM Pasteur → Cap Trafalgar → 2010 verschrottet |
| Cap Polonio     |            | 8710962    | - 1990                            | Polonio (2013) → 2013 verschrottet                                |
| Cap Finisterre  |            | 8710986    | - 1991                            | Finisterre (2013) → 2014 Abbruch in Alang                         |
| Alianca Brasil  |            | 9000730    | - 1994                            | 2014 Abbruch in Aliaga                                            |
| Aliacana Europa |            | 9000742    | - 1995                            | MSC Jenny (2015) → in Fahrt                                       |